# Cristián Zapata
Cristián Eduardo Zapata Valencia (ur. 30 września 1986 w Padilla Cauca) – piłkarz kolumbijski grający na pozycji obrońcy w argentyńskim klubie CA San Lorenzo.

## Kariera klubowa

### Wczesne lata
Pierwszym klubem Zapaty w karierze było Deportivo Cali, w barwach którego zawodnik zadebiutował w 2004 roku w Categoría Primera A. Miał wówczas 18 lat. W fazie Apertura zajął z zespołem 2. miejsce, natomiast w fazie Clausura miejsce 4.

### Udinese
Rok 2005 Zapata także rozpoczął w barwach Deportivo, a latem razem z rodakiem Abelem Aguilarem przeszedł do Udinese Calcio, grającym we włoskiej Serie A. Od razu został włączony do pierwszego składu i 19 listopada meczem z Messiną (1:0) zadebiutował w lidze, a już w drugim swoim meczu zdobył gola, a Udinese pokonało 2:0 Sampdorię. Łącznie w lidze Zapata wystąpił w 21 meczach i zdobył 1 gola, a zagrał także w 4 meczach Pucharu UEFA, z którego Udinese odpadło po meczach z Lewskim Sofia. Od początku sezonu 2006/2007 Zapata jest podstawowym zawodnikiem linii obrony Udinese.

### Villareal
12 lipca 2011 roku podpisał kontrakt z hiszpańskim CF Villarreal. 17 sierpnia 2011 roku zadebiutował w meczu eliminacyjnym Ligi Mistrzów przeciwko Udinese.

### Milan
8 sierpnia 2012 przeniósł się do włoskiego AC Milan na zasadzie wypożyczenia z możliwością kupna. Kwota wypożyczenia to około €400 tysięcy. Założył koszulkę z numerem 17. W jego pierwszych derbach przeciwko Interowi był jednym z najlepszych zawodników i kluczowym graczem w obronie, mecz zakończył się wynikiem 1:1.
23 maja 2013 Milan potwierdził transfer definitywny Kolumbijczyka, a kwota transferu wyniosła około €7 milionów. Kontrakt obrońcy podpisany został do 2016 roku.

## Statystyki
Stan na 19 maja 2013.
| Kraj          | Kraj           | Kraj      | Liga   | Liga   | Puchar       | Puchar       | Międzynarodowe     | Międzynarodowe     | Razem | Razem |
| Sezon         | Klub           | Liga      | Mecze  | Gole   | Mecze        | Gole         | Mecze              | Gole               | Mecze | Gole  |
| Kolumbia      | Kolumbia       | Kolumbia  | Liga   | Liga   | Puchar       | Puchar       | Ameryka Południowa | Ameryka Południowa | Razem | Razem |
| ------------- | -------------- | --------- | ------ | ------ | ------------ | ------------ | ------------------ | ------------------ | ----- | ----- |
| Apertura 2005 | Deportivo Cali | Primera A | 17     | 0      |              |              |                    |                    | 17    | 0     |
| Italy         | Italy          | Italy     | League | League | Coppa Italia | Coppa Italia | Europa             | Europa             | Razem | Razem |
| 2005–06       | Udinese Calcio | Serie A   | 20     | 1      | 5            | 0            | 4                  | 0                  | 29    | 1     |
| 2006–07       | Udinese Calcio | Serie A   | 36     | 0      | 2            | 0            |                    |                    | 38    | 0     |
| 2007–08       | Udinese Calcio | Serie A   | 28     | 1      | 0            | 0            | 28                 | 1                  |       |       |
| 2008–09       | Udinese Calcio | Serie A   | 18     | 1      | 2            | 0            | 6                  | 0                  | 26    | 1     |
| 2009–10       | Udinese Calcio | Serie A   | 31     | 0      | 4            | 0            |                    |                    | 35    | 0     |
| 2010–11       | Udinese Calcio | Serie A   | 35     | 2      | 3            | 0            |                    |                    | 38    | 2     |
| 2012–13       | A.C. Milan     | Serie A   | 23     | 0      | 1            | 0            | 5                  | 0                  | 29    | 0     |
| Total         | Italy          | Italy     | 191    | 5      | 17           | 0            | 15                 | 0                  | 223   | 5     |
| Hiszpania     | Hiszpania      | Hiszpania | Liga   | Liga   | Copa del Rey | Copa del Rey | Europa             | Europa             | Razem | Razem |
| 2011–12       | Villarreal CF  | La Liga   | 28     | 0      | 2            | 0            | 6                  | 0                  | 36    | 0     |
| Razem         | Razem          | Razem     | 236    | 5      | 19           | 0            | 21                 | 0                  | 276   | 5     |

## Kariera reprezentacyjna
Zapata reprezentował Kolumbię w różnych szczeblach wiekowych. W czerwcu 2005 był podstawowym zawodnikiem kadry U-20 na Młodzieżowych Mistrzostwach Świata w Holandii. Zagrał we wszystkich meczach, a Kolumbia odpadła w 1/8 finału po porażce 1:2 z Argentyną. W seniorskiej reprezentacji Zapata zadebiutował w 2007 roku.